# Grandrieu (Frankrijk)
Grandrieu is een gemeente in het Franse departement Lozère (regio Occitanie). De plaats maakt deel uit van het arrondissement Mende. Grandrieu telde op 1 januari 2022 742 inwoners.

## Geografie
De oppervlakte van Grandrieu bedroeg op 1 januari 2022 65,37 vierkante kilometer; de bevolkingsdichtheid was toen 11,4 inwoners per km².

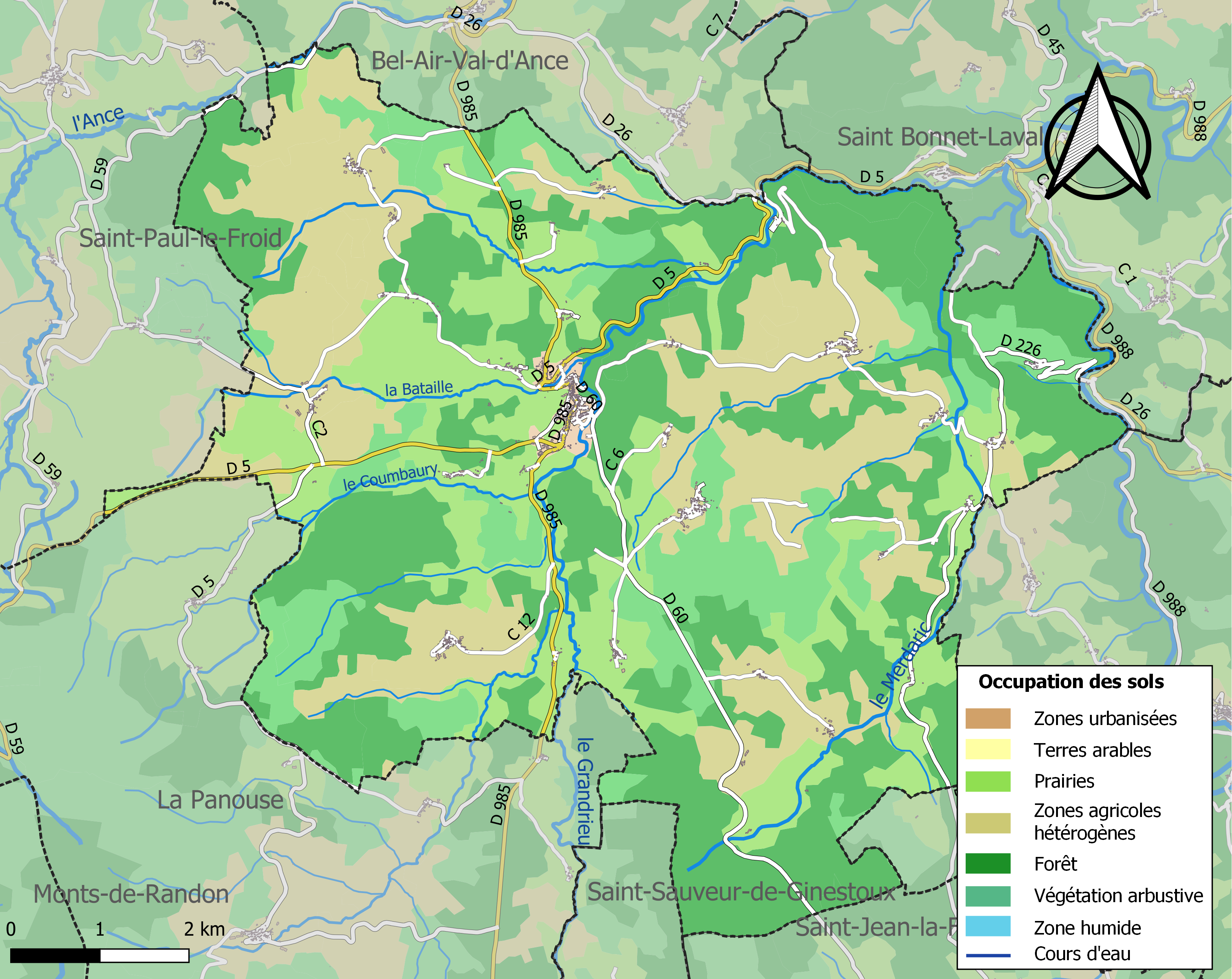
Kaart van de gemeente met de belangrijkste infrastructuur, bodemgebruik en omliggende gemeenten

## Demografie
Onderstaande figuur toont het verloop van het inwonertal (bron: INSEE-tellingen).